# 斯拉维察·久基奇
斯拉维察·久基奇（1960年1月7日—），塞尔维亚、奥地利女子手球运动员。她曾代表南斯拉夫、奥地利参加1984年、1988年和1992年夏季奥林匹克运动会手球比赛，其中1984年奥运会获得一枚金牌。